# Brouwerij Sint-Pieter
Brouwerij Sint-Pieter of Brouwerij De Witte - Van Overstraete is een voormalige brouwerij in Denderwindeke en was actief tot 1963.

## Geschiedenis
Een bestaande hoeve werd uitgebreid met bakkersdeel en brouwersdeel. 
Rond 1896 de brouwerij omgevormd tot een stoombrouwerij. Oude vermeldingen kan men op de inventaris van onroerend erfgoed.
Volgens akten uit het kadaster is de familie Van Cauwelaert eveneens eigenaar geweest.

## Bieren[3]
- Astra
- D.W. Pils Extra
- Export
- Extra Special
- Faro
- Tafelbier
- Tafelbier Bière de Ménage
- Witt's Ale